# 賽伊夫·阿里·罕
薩吉德·阿里·罕·帕陶迪（英語：Sajid Ali Khan Pataudi，1970年8月16日—）或稱藝名賽伊夫·阿里·罕（英語：Saif Ali Khan，發音：[ˈsæːf əˈli xaːn]），印度男演員及製片人，主要在寶萊塢工作。他是帕陶迪王室的成員，演員莎米拉·泰戈尔及板球運動員曼蘇爾·阿里·罕·帕陶迪之子。罕獲得了諸多獎項，涵蓋了印度國家電影獎和印度電影觀眾獎，且於2010年獲頒印度第四级公民荣誉奖莲花士勋章。
罕在《傳統》（1993年）中首次亮相銀光幕前，接著主演了多部成功的電影，如《愛情遊戲》（1994年）、《摩登督察》（1994年）、《悲傷》（1999年）及《我們在一起》（1999年）。2000年代，他因在《心歸何處》（2001年）與《我們的愛沒有明天》（2003年）中的角色而受到好評，隨後主演的《我和你》（2004年）、《帕瑞妮塔》（2005年）、《日月相祝》（2005年）和《飛車載卿情》（2007年）也取得了成功。
他的其他成功作品包括《從前有個美麗的女人》（2004年）、《訪客賽勒斯》（2005年）、《奥姆卡拉》（2006年）、《駭速霹靂火》（2008年）、《愛上阿吉·卡勒》（2009年）、《寶萊塢之戀夏雞尾酒》（2012年）與《生死競賽2》（2013年）。罕在經歷一連串表現不佳的電影後，憑藉在Netflix首部原創印度劇集《神聖遊戲》（2018年至2019年）而重拾口碑，之後參演的電影《塔納吉：無名勇士》（2020年）獲得了高票房。
從犯罪劇到動作驚悚片和喜劇愛情片，罕憑藉各種電影類型中的表演而聞名。除了電影表演之外，他還經常擔任電視節目主持人、舞台演員，還是製片公司先覺者電影和黑騎士電影（Black Knight Films）的所有者。

## 早年及家族
賽伊夫·阿里·罕1970年8月16日生於新德里，父親是印度國家板球隊前隊長曼蘇爾·阿里·罕·帕陶迪，母親是電影演員莎米拉·泰戈尔。父親是英屬印度時期帕陶迪土邦最後一位統治者納瓦卜之子，他根據印度的政治整合中制定的條款從印度政府獲得了一筆私用金，且被允許使用帕陶迪的納瓦卜頭銜，直到1971年該頭銜被廢除為止。曼蘇爾·阿里·罕於2011年去世後，一場具有象徵意義的頭巾儀式在哈里亞納邦帕陶迪村舉行，賽伊夫·阿里·罕為了村民對延續家族傳統的期望而出席活動，並被「加冕」為「第十任帕陶迪納瓦卜」。罕有兩個妹妹：珠寶設計師莎巴·阿里·罕及索哈·阿里·罕。1946年在英國為印度板球隊效力的伊夫提哈爾·阿里·罕·帕陶迪是罕的祖父，而祖母則是博帕爾的納瓦卜夫人薩吉達·蘇丹。博帕爾的最後一位統治者哈米杜拉·罕是他的曾祖父，板球運動員薩阿德·賓·姜格是哈米杜拉·罕的表弟。
罕談到童年，講述了「電影之外的生活」，被母親形容為「既衝動又自主......不是個容易相處的孩子。」罕是在穆斯林的環境下長大，但如今被外界視為不可知論者。他回憶起，小時候會與父親在花園裡打板球，並強調父親的教育及背景對家庭生活影響深遠。罕曾就讀喜馬偕爾邦薩納瓦的勞倫斯學校，九歲時被送往英國赫特福德郡洛克斯公園學校。他接下來就讀了温彻斯特公学，「當我罕見地自己申請入學時，名列第一。我沒有利用保障名額，同學們都去了牛津和劍橋，我應該更用功讀書，但在學習方面沒有興趣。」
從寄宿學校畢業後，罕回到印度，在德里的廣告公司工作了兩個月。後來，在一位家族友人的堅持下，他出現在西裝品牌的電視廣告中，並隨後被導演阿南德·馬欣德羅（Anand Mahindroo）選中。該項目最終被取消，但罕搬到孟買從事電影事業。他回憶道：「我終於有了一些方向和重點。我記得......能夠去孟買令我感到非常興奮，留在家鄉、享受著展開自己的事業冒險。」

## 私生活

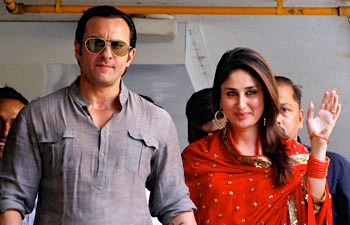
2012年，罕與妻子卡琳娜·卡浦爾出席登記結婚儀式

罕在拍攝電影《傻氣》（1992年，在拍攝期間被取代）時，結識了演員安姆麗塔·辛格，兩人於1991年10月結婚。1995年生下女兒莎拉·阿里·罕，2001年生下兒子。夫婦倆於2004年離婚。2004年，罕開始與模特兒羅莎·卡塔拉諾（Rosa Catalano）交往；三年後分手。
2012年10月16日，經歷五年求愛後，罕在孟買班德拉舉行的私人儀式上與卡琳娜·卡浦爾結婚。隨後，婚宴分別在孟買和德里的泰姬玛哈酒店和魯琴斯平房區舉行。夫妻育有兩子，分別於2016年和2021年出生。
罕稱自己在不拍戲時會從事閱讀、釣魚、旅行、健行、看電視，還會看包含《達文西闇黑英雄》、《無照律師》和《摩登家庭》在內的美國電視劇。

### 遇袭事件
2025年1月16日，罕在孟买住家遭到不明人士入室抢劫，期间被对方捅伤多刀。他被送往利拉瓦蒂醫院进行治疗。检查确认罕背部、脖颈及手腕严重受损，其中脊髓有刀刃插入，脊液外流，需要接受神经外科手术治疗。院方表示罕术后状态稳定。他在五天後出院。1月19日，孟買警方在透過閉路電視錄影確認唯一嫌疑人身分後，逮捕了30歲的孟加拉男子穆罕默德·沙里夫·伊斯蘭·沙赫扎德（Mohammad Shariful Islam Shahzad）的男子。

## 備註
1. ↑  印度政府於1971年終止了對該頭銜的官方承認[6]。